# Espacios abiertos e islas del Mar Menor

Los espacios abiertos e islas del Mar Menor son una serie de parajes protegidos situados en el Mar Menor en la Región de Murcia y pertenecientes a la Red Natura 2000 con un nivel de protección de y Lugar de importancia comunitaria (LIC). Se extienden por tres municipios ribereños de este mar: Cartagena (1038,5 ha), San Javier (119,6 ha) y Los Alcázares (28 ha).
Estos espacios protegidos incluyen cinco islas de origen volcánico: 
- Mayor o del Barón, que es la más grande con 93,8 hectáreas y 104 metros de altitud. Número 1 del plano.

- Perdiguera, que es la más visitada y tiene un tamaño de 25,8 hectáreas. Número 2 del plano.

- Del Ciervo, con 16,3 hectáreas, hasta no hace mucho unida a La Manga del Mar Menor por un camino artificial que recientemente ha sido eliminado. Número 9 del plano.

- Redonda, una de las más pequeñas. Número 10 del plano.

- Del Sujeto, con 2,4 hectáreas también es muy pequeña. Número 10 del plano.

Junto a estas islas, se incluyen en el litoral del Mar Menor, y dentro del municipio de Cartagena: 
- El Carmolí. Restos de un antiguo volcán cuaternario extinguido. (Número 5 del plano).

- El Cabezo San Ginés. Un cerro calizo con formaciones kársticas (Número 7 del plano).

- La playa de Las Amoladeras (Número 12).

- El saladar de Lo Poyo (Número 6).

- La Marina del Carmolí (Número 4).

- Las salinas de Marchamalo (Número 11).

- El Cabezo del Sabinar (Número 8).

Además, en el municipio de Los Alcázares está protegida:
- La playa de la Hita (Número 3)

En julio de 2020 la ley de recuperación y protección del Mar Menor ha ampliado el espacio protegido con la inclusión de siete nuevos humedales en el entorno de la laguna:
- Saladar de Los Urrutias.

- Desembocadura de la Rambla de la Carrasquilla ( conocida como Punta Lengua de la Vaca).

- Saladar de Punta de Las Lomas.

- Punta del Pudrimel.

- Lagunas del Cabezo Beaza.

- Laguna de Los Alcázares.

- Lagunas de El Algar.

En este espacio se pretenden proteger los ambientes propios de esta laguna, fundamental para especies como el fartet. También los procesos implicados en la formación y origen de estas zonas, ya que presentan gran interés ecológico y naturalístico.

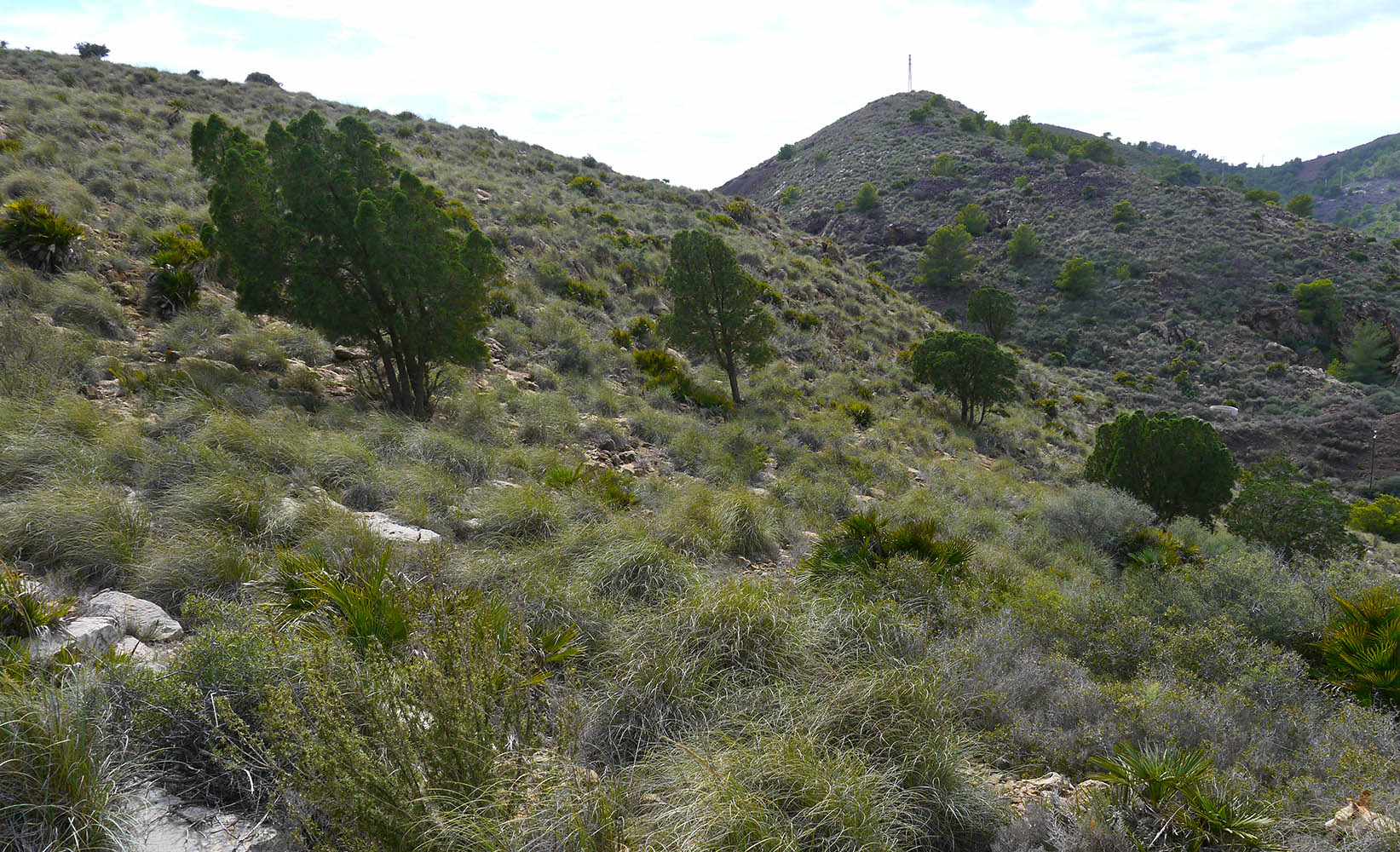
Ejemplares de Ciprés de Cartagena (Tetraclinis articulata) en el Cabezo del Sabinar.
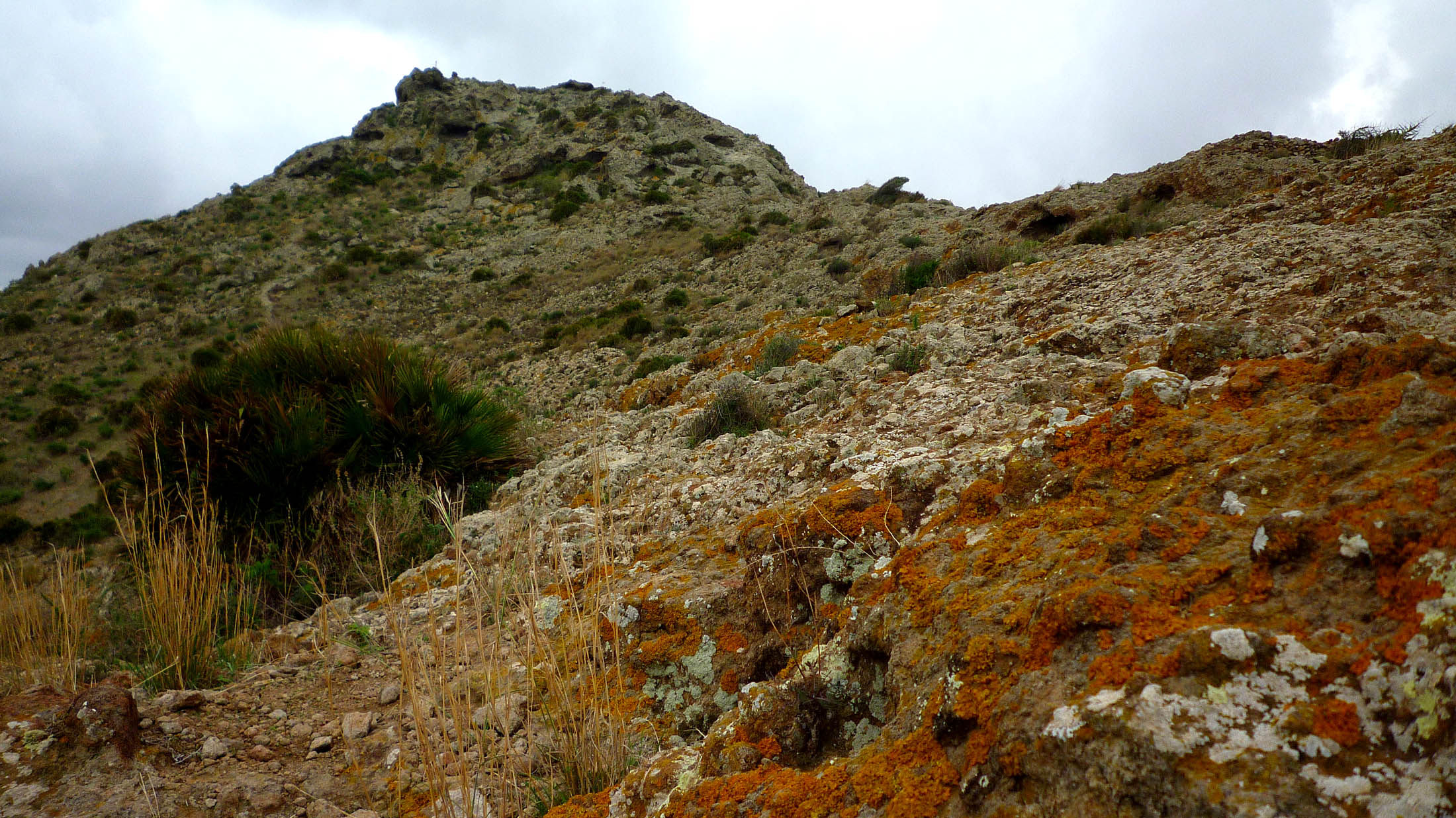
Cerro volcánico del Carmolí.
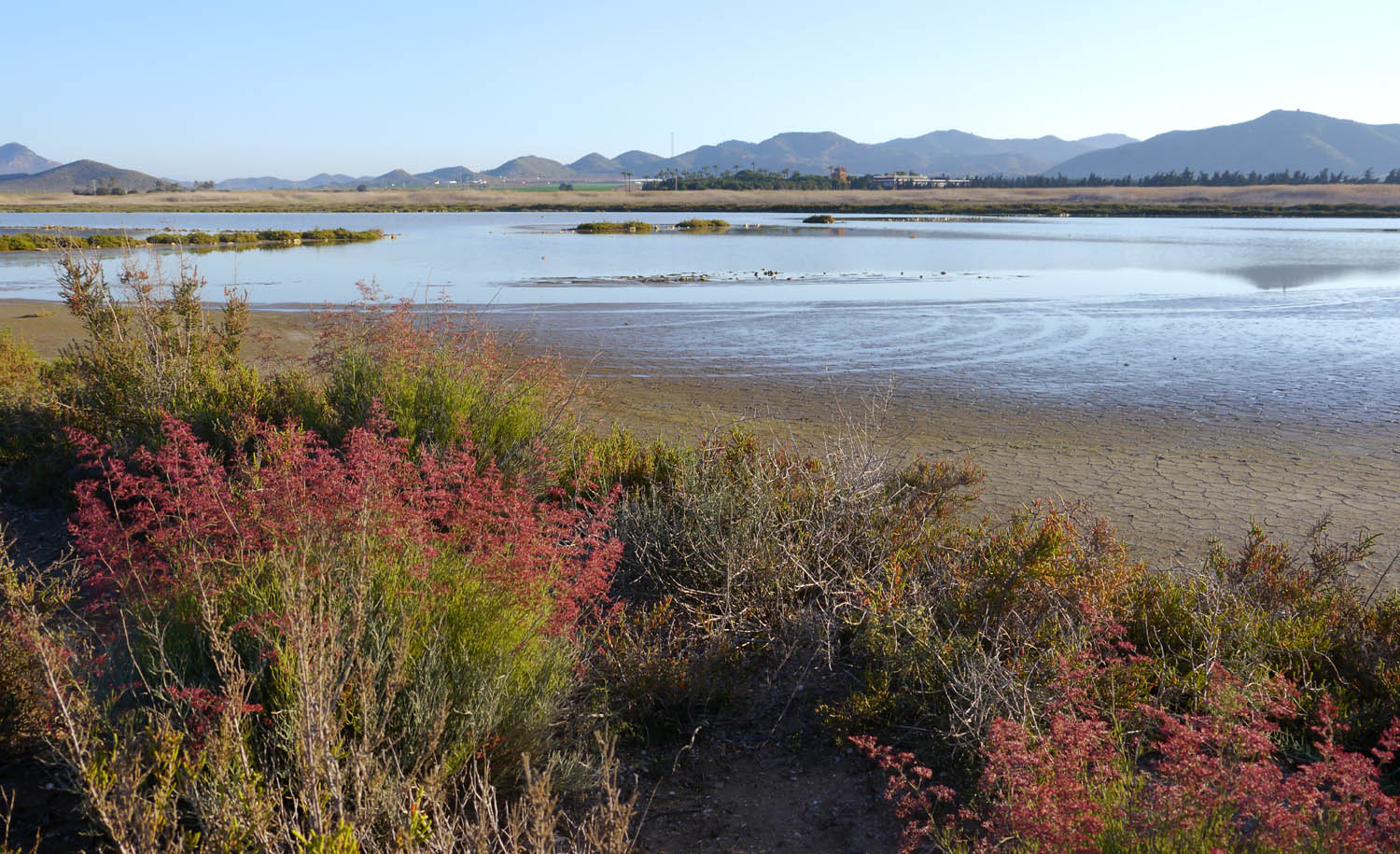
Salinas abandonadas de Lo Poyo.
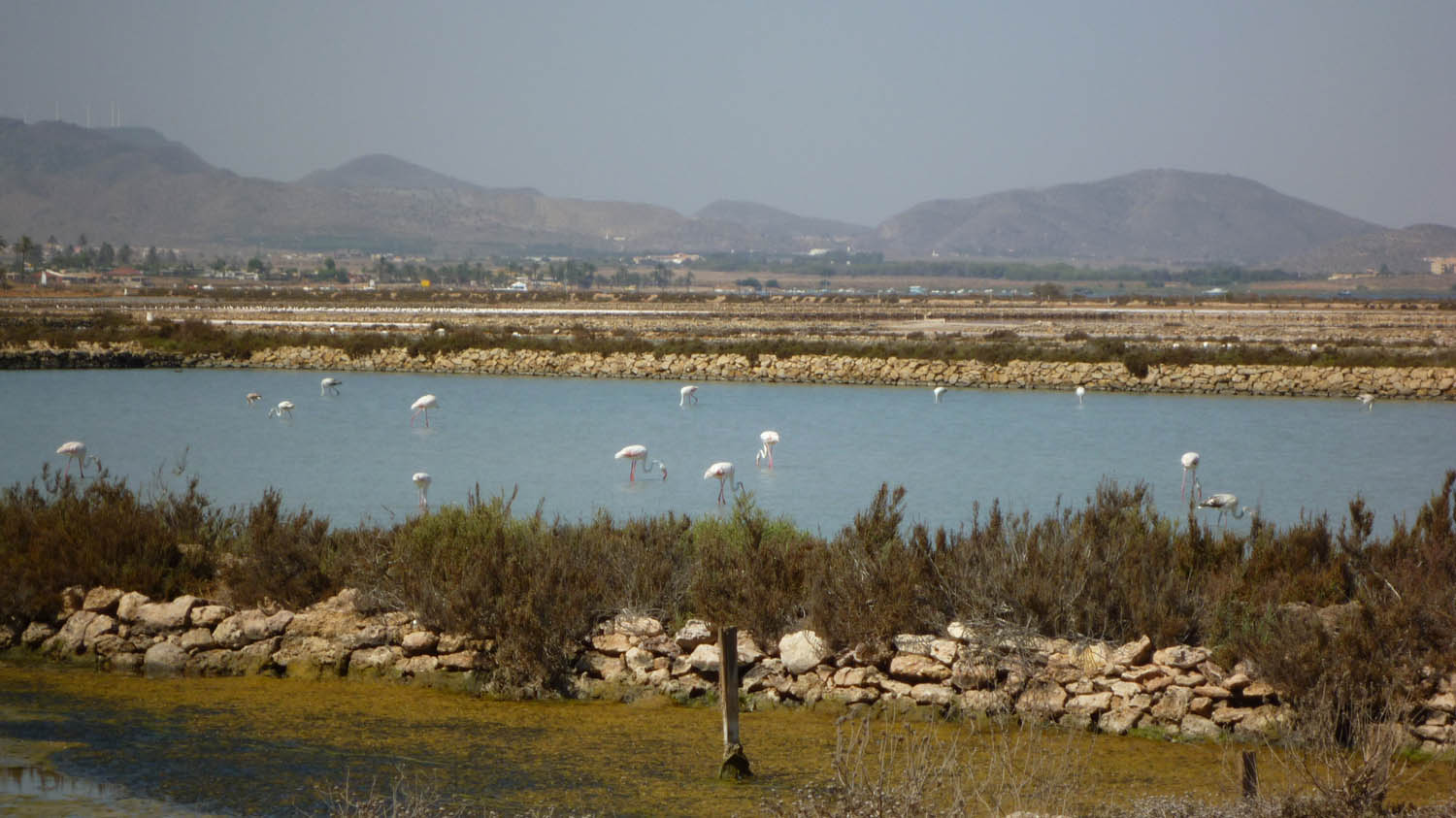
Flamencos rosas en las salinas de Marchamalo.
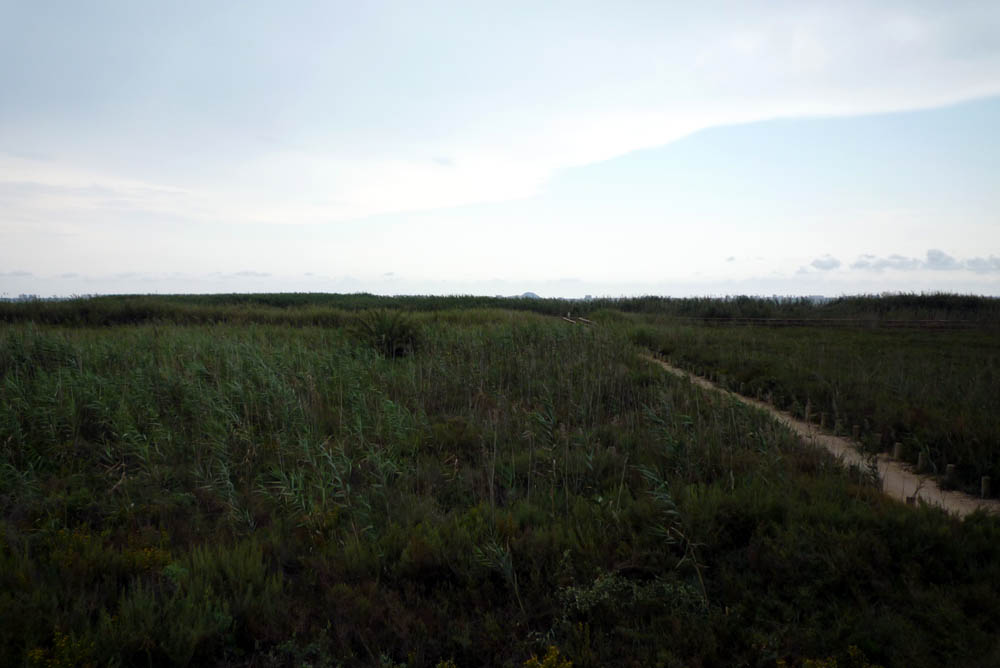
Playa de La Hita
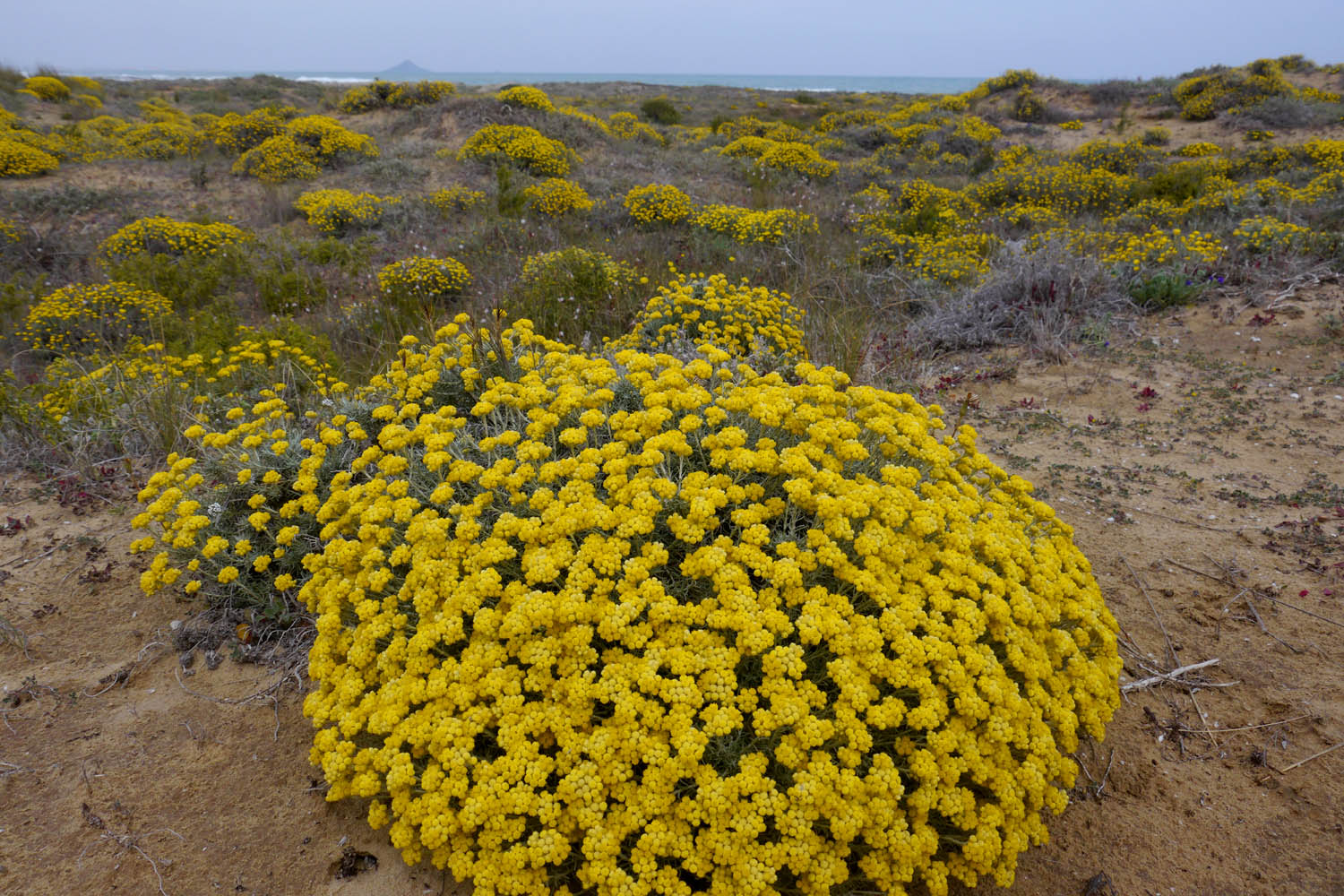
playa de Las Amoladeras
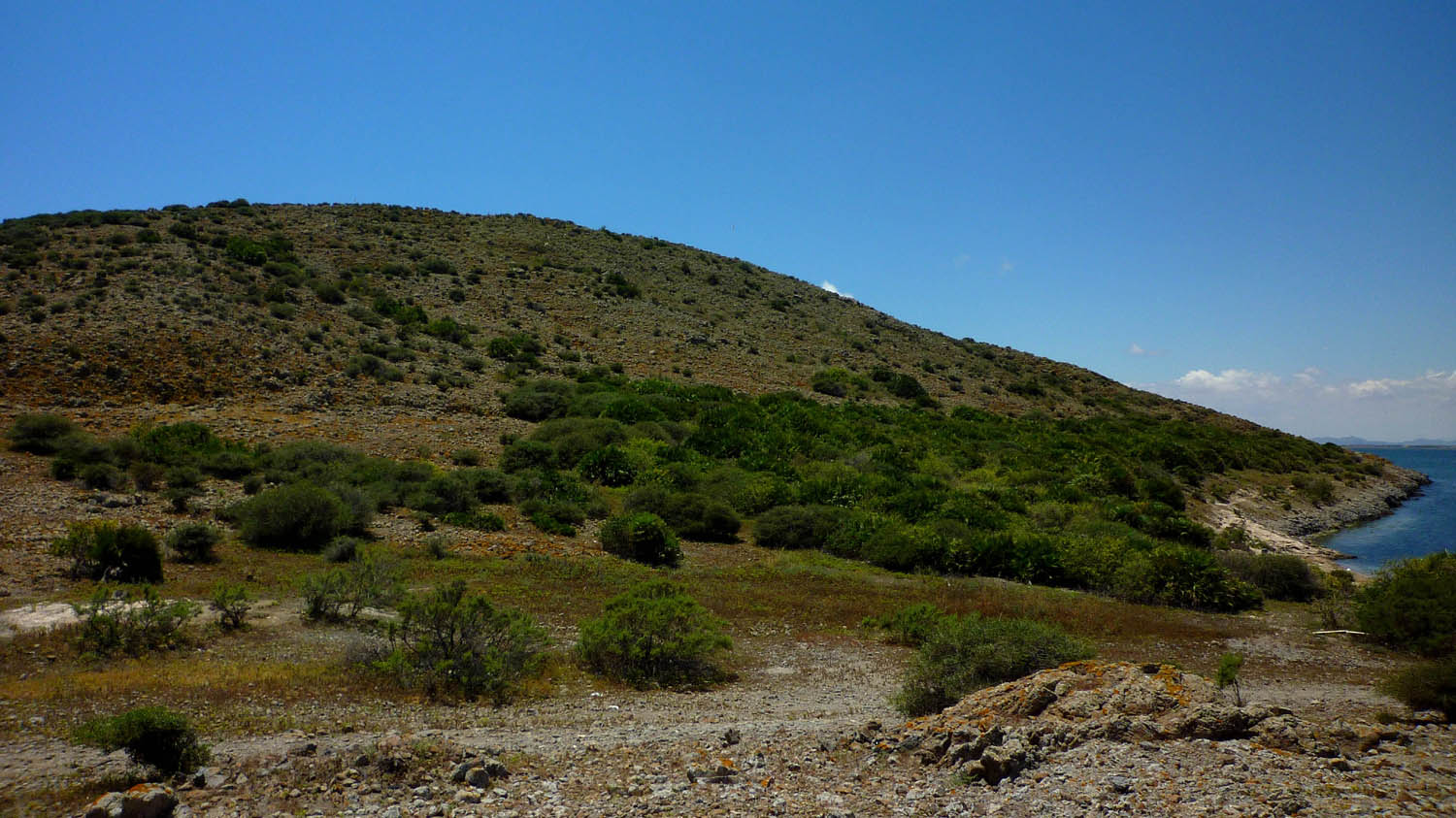
Isla del Ciervo
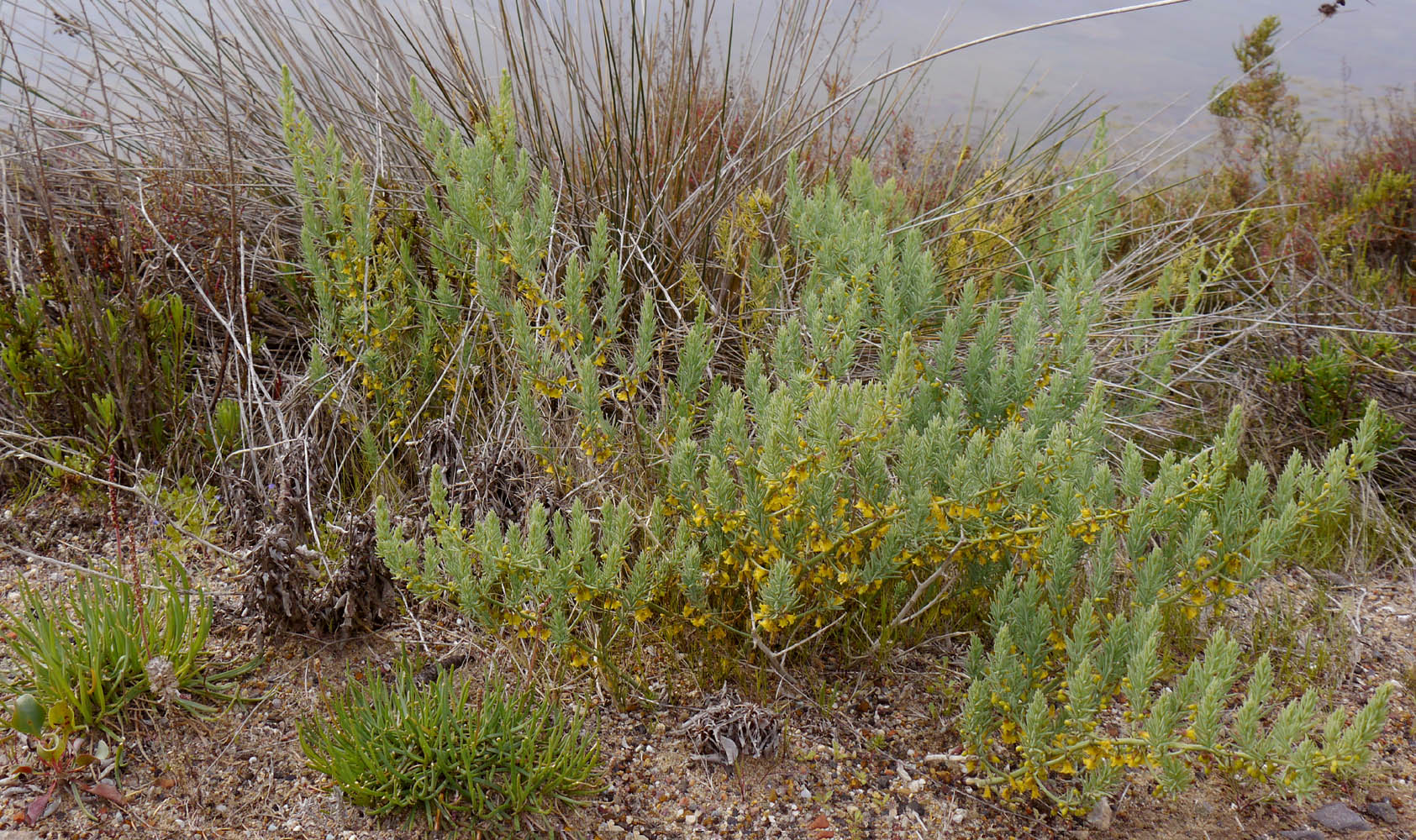
Esparraguera del Mar Menor (Asparagus macrorrhizus) endemismo exclusivo del entorno de la laguna en grave peligro de extinción.

## Humedal Saladar de Punta de Las Lomas
Este humedal presenta las siguientes formaciones:
- Arenal compuesto por herbazales en la primera línea de la costa, como el Cakile maritima y Salsola kali.
- Estepa salina, donde hay menor disponibilidad de agua, compuesta de albardín  y comunidades de Limonium sp.
- Saladar, compuesto de matorral salino o halófito denominado armajal, con salocor (Sarcocornia fruticosa), alacranera (Arthrocnemum macrostachyum), sosa (Suaeda splendens) y Limonium cossonianum. Y, en menor medida, por tarayales (Tamarix boveana).
- Carrizal, donde el agua dulce es más accesible, y esta dominada por la especie Phragmites australis.

Las plantas halófitas han conseguido adaptarse a vivir sobre estos suelos enfrentándose al exceso de sal con diversas estrategias, tales como excretarla por diferentes glándulas, diluirla en tejidos cargados de agua o, incluso, concentrarla en determinadas hojas que luego dejan morir.De estas especies de almarjos, sosas y salicores mencionados antes y que crecían en los terrenos salitrosos como El Almarjal, se extraía un materia prima, la piedra barrilla. 
Todas estas plantas halófitas, denominadas barrilleras, concentran en sus hojas una gran acumulación de sales de sodio, compuesto químico que era utilizado como materia prima para la elaboración de cristales y espejos, así como de jabones. De hecho, el nombre de sodio fue tomado directamente, cuando este elemento fue descubierto, de uno de los vegetales de los que se extraía la sosa cáustica: la denominada 'soda'. El carbonato de sodio era extraído de estas plantas barrilleras por medio de su calcinación en hornos excavados en la tierra. Las cenizas resultantes se comercializaban en forma de piedras denominadas barrillas. La mayoría de los espejos y cristales elaborados en Europa hasta principios del siglo XIX utilizaban la piedra barrilla procedente de los puertos de Cartagena y Alicante.
En la avifauna nos podemos encontrar al chorlitejo patinegro, gaviota de Audouin, correlimos común y tarabilla común.